# Vana Kovic
Vana Kovic (vor 1894 – nach 1900) war eine Theaterschauspielerin.

## Leben
Kovic begann ihre schauspielerische Tätigkeit in Hamburg am Neuen Theater (1894), kam dann nach Breslau ans Lobetheater (1895), hierauf ans Kölner Stadttheater (1895), wirkte dann von 1897 bis 1899 in Krefeld, 1900 am Stadttheater am Brausenwerth in Elberfeld und trat dann in den Verband des „intimen Theaters“ in Nürnberg.
Sie galt als interessierte, fesselnde Schauspielerin, sowohl für moderne wie für klassische Rollen, und wurde ebenso gelobt als „Ada“ in Sodoms Ende wie als „Lady Milford“ und „Adelheid“ in Götz etc. Ihr Talent wurde unterstützt von einer prachtvollen Erscheinung und einem herrlichen Organ.